# Iker Muniain Goñi
Iker Muniain Goñi (Pamplona, 19 de desembre de 1992) és un futbolista navarrès. Juga habitualment en la posició de davanter, si bé també és habitual veure'l d'extrem. Actualment juga al Club Atlético San Lorenzo de Almagro. Ha sigut internacional amb la selecció espanyola.

## Trajectòria esportiva
Muniain es formà a les categories inferiors de l'Athletic Club de Bilbao, on arribà l'any 2005 a l'edat de 13 anys. Debutà amb el primer equip bilbaí el 30 de juliol de 2009 a l'Estadi de San Mamés contra el BSC Young Boys suís e partit d'anada de la Copa de la UEFA, precisament sería a la tornada d'aquesta mateixa eliminatòria en la qual Muniain anotà el gol que classificava l'Athletic Club per la següent eliminatòria, convertint-se alhora en el jugador més jove de tota la història amb marcar un gol en partit oficial amb l'Athletic Club.
El 30 d'agost de 2009 es convertí en el jugador més jove de tota la història en debutar amb l'Athletic Club a primera divisió. Unes setmanes més tard, en l'enfrontament contra el Reial Valladolid el 4 d'octubre de 2009, amb 16 anys, 9 mesos i 15 dies, Muniain es convertí en el futbolista més jove de la història en aconseguir marcar un gol a primera divisió, un rècord que fou batut posteriorment, la temporada 2012-13 per Fabrice Olinga.

## Selecció estatal
Va formar part de la selecció espanyola sub-19 que va disputar el Campionat d'Europa de la UEFA Sub-19 de 2010 en què la selecció espanyola hi va quedar subcampiona.
El juny de 2011 formà part de la selecció espanyola de futbol Sub-21 que va guanyar el Campionat d'Europa de futbol sub-21 de 2011, celebrat a Dinamarca.
El 29 de febrer de 2012 debutà amb la selecció espanyola absoluta a un amistós contra Veneçuela.
El juliol del 2012 va ser convocat per la selecció espanyola de futbol per representar Espanya als Jocs Olímpics de Londres 2012, una competició en què el combinat espanyol va caure eliminat en la primera lligueta.

## Palmarès
Athletic Club
- 1 Copa del Rei: 2024[11]
- 2 Supercopes d'Espanya: 2015,[12] 2021

Selecció espanyola
- 2 Campionats d'Europa sub-21: 2011,[13] 2013[14]